# Glasindustrie Wattez

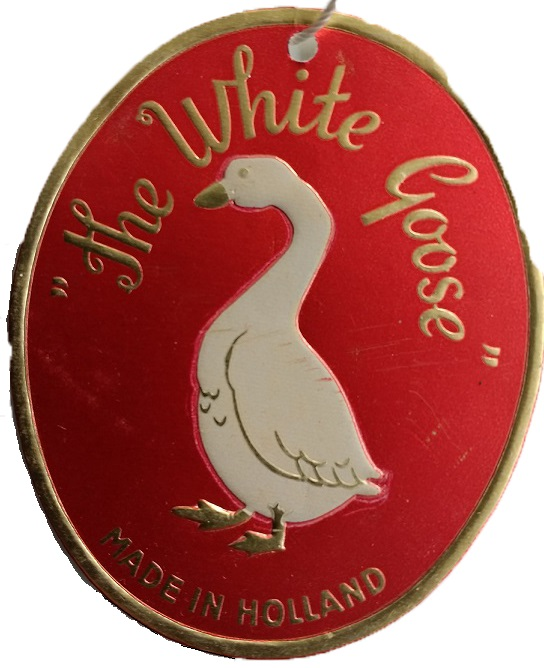
Merknaam producten Glasindustrie Wattez

De glasindustrie van de gebroeders Wattez  (Goes, 1939 -1972) was een bedrijf gespecialiseerd in de vervaardiging van verlichtingsglas, huishoudglas en relatiegeschenken. De producten werden onder de merknaam “The white Goose” uitgebracht.
Het verlichtingsglas dat vervaardigd werd bestond uit plafonnières en wandverlichting, huishoudglas zoals cake-/gebak- en bonbonschalen alsmede relatiegeschenken, zoals de glasmedaillons en -etsen.

## Productieproces
Het productieproces bestond uit het ‘veredelen’ van vlakglas, te beginnen met het snijden en het slijpen van het glas, vervolgens het ‘printen/screenen’ van het vlakglas dat daarna in een buigoven verhit werd en vervolgens langzaam afgekoeld moest worden.           

## Geschiedenis
De vader van de gebroeders Wattez nam in 1904 de grossierderij in glas- en verfwaren over van Van Noppen en vestigde zich te Goes op de hoek van de Wijngaardstraat en Bleekerstraat/Agnes-gang. Dit was het voormalige terrein van de bierbrouwerij “de Gans”.
Glas en verf werd in die tijd geleverd aan de plaatselijke en regionale schilders/aannemers. De overname was ook gedaan met de gedachte een begin te maken met het zelf bewerken van glas, zoals: het verzilveren en slijpen van vlakglas, het etsen van vlakglas en het vervaardigen van glas in lood.
Omstreeks 1950 werd begonnen met de vervaardiging van verlichtingsglas. Met het succes hiervan en de enorme export in de jaren die daarop volgde groeide het bedrijf uit zijn voegen. De productie in de sterk verouderde fabriekspanden werd verplaatst naar een gloednieuwe fabriek aan de Zuidvlietstraat, waar veel efficiënter gewerkt kon worden.
In de hoogtijdagen van het bedrijf, de jaren vijftig en zestig van de twintigste eeuw, werd naast de productie voor de binnenlandse markt de helft van de productie geëxporteerd naar 17 landen. De grootste afzetmarkten waren Canada, de Verenigde Staten, Midden-Amerika, het Verenigd Koninkrijk en Frankrijk. De buitenlandse afzet werd bevorderd doordat het bedrijf op belangrijke beurzen exposeerde, zoals de Hannover Messe, de Parijse verlichtingsbeurs alsmede in Milaan en Wenen.
Het bedrijf omvatte destijds ongeveer 75 man personeel.
Midden van de zestiger jaren ging men over op de productie van reclameschilden/borden. De eerste series van de reclameborden voor Heineken werden in de fabriek in Goes gefabriceerd. Deze reclameborden waren de uithangborden bij cafés en restaurants. Eerst was het oude Heineken logo in rood-zwart/wit en later de groen/rood/witte borden. In deze fabriek werden ook de eerste Amstel en Oranjeboom reclameborden gefabriceerd.
De productie werd in 1971 gestopt doordat afnemers in belangrijke mate overgingen op andere materialen dan glas, zoals perspex.

## Glasblazerij Bladel (1962-1968)
In 1962 werd de glasblazerij te Bladel, nabij Eindhoven, overgenomen met het oog op verbreding van het assortiment verlichtingsproducten. Daar werden unieke producten gemaakt, zoals koperen scheepslantaarns, verlichtingsglas in koper geblazen als ook verlichtingsglas in zwart gemoffeld staal en draad (het zogenaamde draadglas). Dit is zeer gespecialiseerd werk waarbij de bollen glas in stalen en koperen mallen werd geblazen en het glas de vorm opvulde.
Daarnaast werd er ook half geautomatiseerd gewerkt, voornamelijk ten behoeve van de verpakkingsindustrie, zoals de productie van flessen voor Bols. Ook hier werkten ongeveer 75 man.
Over glasblazerij Bladel, in 1967 de laatste van zijn soort in Nederland, werd door Van Gewest tot Gewest een documentaire gemaakt. 